# Виктор Вазарели
Виктор Вазарели (на унгарски: Vásárhelyi Győző) е френски художник и график от унгарски произход, един от основателите на оптическото изкуство. 

## Биография
Роден е на 9 април 1906 г. в Печ. Следва в Будапеща в академията Подолини-Фолкман. По-късно посещава училището за графика Мюели, което по това време е ръководено от Шандор Бортник в традициите на стила баухаус. През 1930 г. заминава за Париж, където през следващите десет години работи като графичен дизайнер в сферата на рекламата, занимавайки се основно с плакати. Проявява интерес към оптически измами и графични илюзии за пространство.
От 1944 г. се посвещава само на рисуването. През същата година е и първата му изложба в галерията на Дениз Рене (на френски: Denise René) в Париж. Излага шахматни и противопоставени модели и шаблони. През 1947 г. взима решението да се концентрира върху конструктивно геометрични, абстрактни мотиви.
През 1950-те години развива програмата си за кинетично изкуство (виж съвременно изкуство). В неговия Жълт манифест (на френски: Manifest Jaune) издаден за груповата изложба Движението (на френски: Le Mouvement) при Дениз Рене (1955) изисква творбите да са като прототипи, да са повторими в серийно производство приложимост на формите. Неговите картини и скулптури се отличават чрез стандартизирани форми и цветове, които биват съчетавани по различен начин.
От 1961 г. Виктор Вазарели живее в Анет сюр Марн. Синът му Жан Пиер (1934 – 2002) става известен като художник под името Ярвал.
Виктор Вазарели печели редица международни награди за изкуство в 1965 и 1967 г. Участва в изложенията documenta 1 (1955), documenta II (1959), documenta III (1964) и 4.documenta през 1972 г. в Касел.
Умира от рак в Париж на 15 март 1997 г. на 90-годишна възраст. 

## Творчество
- Supernovae (1959-61), галерия Tate Modern, Лондон
- Homenaje a Malévitch, стенопис в Централния университет на Венецуела, 1954
- Лого на „Рено“ от 1972 до 1981
- Стенопис в Бонския университет, 1978
- Скулптура на главната гара в Будапеща
- Произведение на Вазарели пред музея в Печ (Унгария)
- Произведение на Вазарели в Екс ан Прованс

Първото му голямо произведение, Зебра, е една от първите големи творби на оп арта. Формите, използвани от Вазарели, са квадрат, диамант, триъгълник, кръг и лента. Прилага кинетични ефекти и оптически феномени.
Творчеството му се състои от различни периоди, които на моменти се припокриват:
- Чернобял период (на френски: Periode Noir-Blanc) (1955 – 1963), противопоставя черни и бели полета.
- Почит към шестоъгълника (на френски: Hommage à l‘hexagone) (1964 – 1972), създава физически невъзможни перспективи чрез светло-тъмни ефекти.
- Универсални структури – Вега (след 1969), деформира правомерни решетки по начини, които ги карат да изглеждат повече от двуизмерни.[5]

Кредото на Вазарели гласи:
| „ | Изкуството е изкуствено и в никакъв случай естествено. Да твориш не означава да копираш природата, а да я имитираш и дори надвиеш посредством собственият си опит, нещо, на което сред всички живи същества е способен само човекът. | “ |

Създава стенописи за чакалнята на гара Монпарнас (1971).
Като графичен дизайнер през 1972 г. създава ново лого в стил оп арт за френската автомобилостроителна фирма „Рено“, т.нар. диамантено лого.
Автор е на обложките на много компактдискове със съвременна музика, сред които на Янис Ксенакис и Кархайнц Щокхаузен за фирмата „Deutsche Grammophon“. Създава и корици на книги в поредицата „Tel Gallimard“, в която са включени издания на Мартин Хайдегер, Мишел Фуко и Клод Леви-Строс.
Негов е дизайнът на ресторанта на Федералната банка на Германия във Франкфурт на Майн. 
В по-късни години критикува развитието на абстрактното изкуство с известните думи:
| „ | Изкуството се е превърнало в ничия земя. Всеки може да се провъзгласи за художник или дори гений. Всяко петно боя, всяка драскотина може да бъде обявена за произведение на изкуството в името на свещения субективизъм. | “ |

## Награди
- 1964: Награда Гугенхайм
- 1970: Кавалер на Ордена на Почетния легион
- Награда на художествената критика, Брюксел

## Музеи
- Музей Вазарели в Печ
- Музей Вазарели в Будапеща

През 1970 г. основава музей, в който са изложени някои от творбите му в двореца „Сан Фирмин“ в Горд, департамент Воклюз, Франция. Музеят е закрит през 1996 г.
През 1976 г. създава Фондация „Вазарели“ в Екс ан Прованс, Франция. Там са изложени 46 монументални творби и няколко студии. През същата 1976 г. е открит музей Вазарели в родния му дом в Печ, Унгария.
Негови произведения могат да бъдат видени и в музея „Вазарели“ в Будапеща, квартал Обуда, открит през 1987 г.

## За него
- Victor Vasarely et Marcel Joray, Vasarely, Éditions du Griffon, Neuchâtel, 1965.
- Frank Popper. Origins and Development of Kinetic Art. Studio Vista and New York Graphic Society, 1968.
- Jean-Louis Ferrier, Vasarely, entretiens avec l'artiste, Éditions Belfond, Paris, 1969.
- Werner Spies. Victor Vasarely. H. N. Abrams, 1971. ISBN 0-8109-0532-9.
- Gaston Diehl. Vasarely. Budapest: Corvina, 1973.
- Victor Vasarely et Marcel Joray, Vasarely ... inconnu, Éditions du Griffon, Neuchâtel, 1977.
- Robert C. Morgan. Vasarely. New York: George Braziller, 2004.
- Magdalena Holzhey. Vasarely. Taschen, 2005. ISBN 3-8228-3908-6.